# Vieux pont de Vizela

Le vieux pont de Vizela est un pont romain situé dans la freguesia de Caldas de Vizela (pt)}, municipalité de Vizela, district de Braga, au Portugal,.
Il est classé Monument national depuis 1910

## Historique
Le Vieux Pont de Vizela a été reconstruit à l'époque médiévale, avant le XVe siècle, bien que la tradition populaire lui attribue des origines romaines. En effet, à l'époque romaine, un pont, remplacé par l'actuel, aurait existé au même endroit, complétant la route reliant Bracara Augusta à Mérida.
Il se compose de trois arches pleines asymétriques, le pilier central étant également doté d'une arche. Les voussoirs sont longs et étroits. Le tablier, constitué de grandes dalles de granite et doté de deux rampes d'accès, est divisé en trois niveaux et protégé par des garde-corps en pierre de taille.

## Galerie

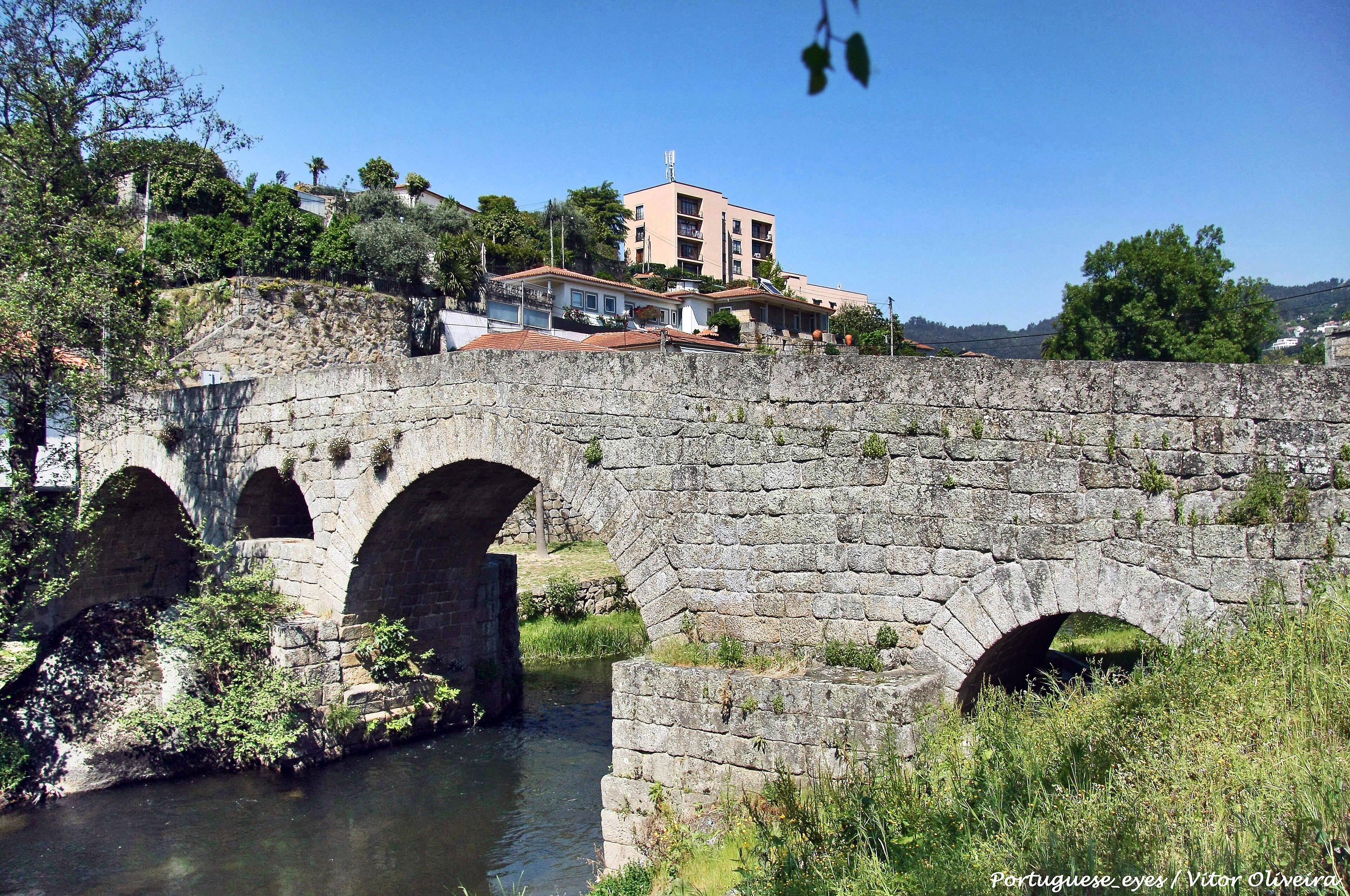
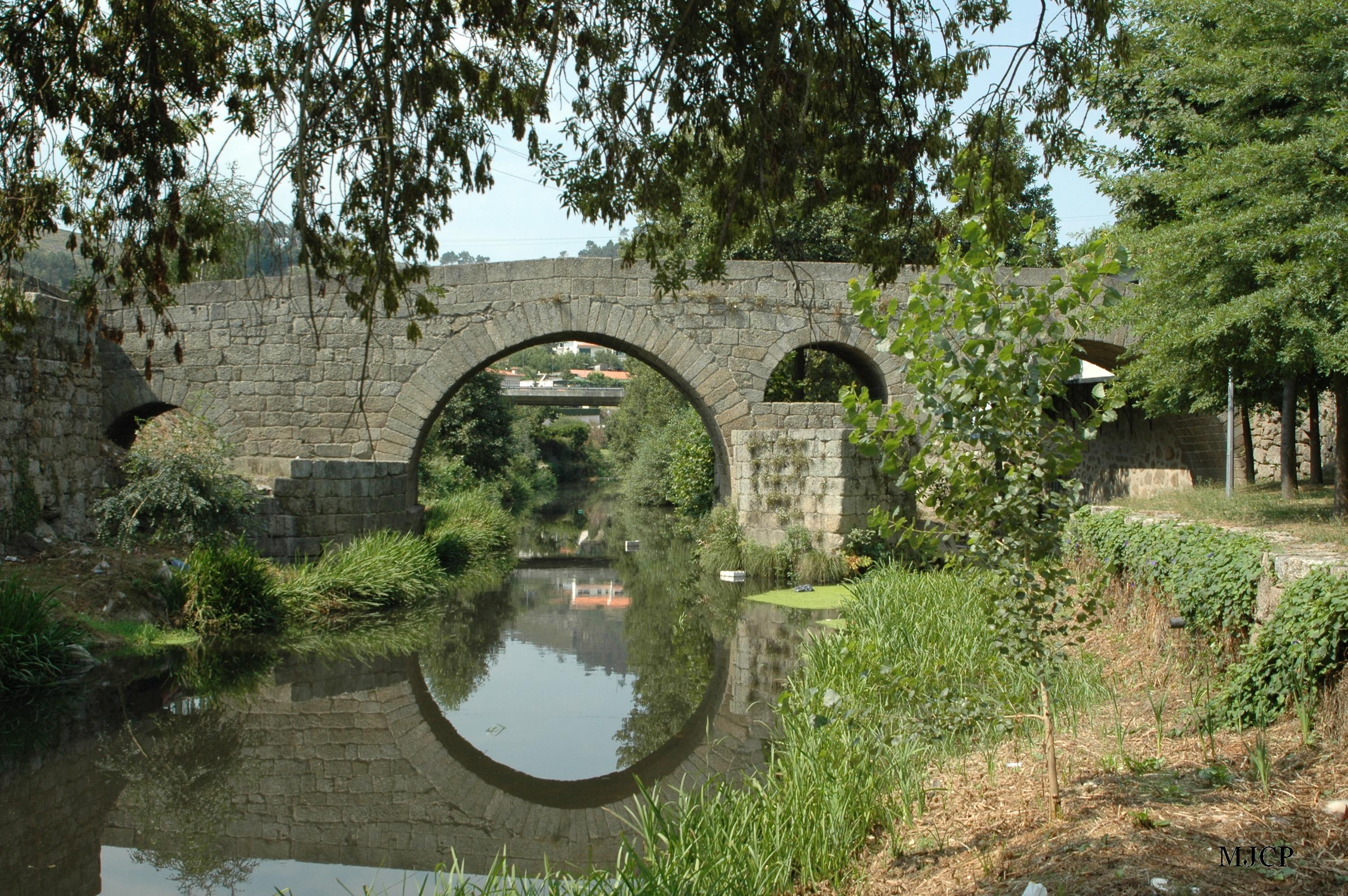